# Портрет Савви Мамонтова
«Портрет Сави Мамонтова» — відомий портрет прихильника мистецтв і відомого московського мецената пензля Михайла Врубеля, що був написаний 1897 року і нині зберігається у Третьяковській галереї.
Врубель почав писати портрети ще в часи навчання в Петербурзькій академії, часто це були студенти чи знайомі митця. Він автор декількох дуже вдалих автопортретів і портретів сторонніх людей (наприклад, портрет дружини в стилі ампір, портрет Костянтина  Арцибушева) Але портрет Сави Івановича Мамонтова єдиний в своєму роді.
Відомого мецената Саву Мамонтова Врубель писав в інтер'єрі, де модель сиділа в кріслі. На картині начебто змальована боротьба між художнім темпераментом Врубеля та потужною життєвою силою Сави. На картині Саву наче спіткала страшна звістка чи несамовите натхнення. Він у корчах намагається зрозуміти щось важливе для себе, а може й для світу. Обличчя Мамонтова сприймається незвичайним обличчям — так міг би виглядати Мефістофель, постать не цього світу. Спокійного портрета в інтер'єрі не вийшло — зафіксовано неординарну людину неординарним художником.
Сава позував й іншим майстрам. Зберігся портрет Рєпіна Іллі Юхимовича, учня Рєпіна — Сєрова Валентина Олександровича (останній — зберігається в Одесі). Загіпнотизований ім'ям і гучною славою віртуозного Андерса Цорна, Сава Мамонтов позуватиме і йому. І вийшли саме спокійні, нудьгуваті портрети. Мамонтов наче не розкрився навіть в портреті психолога Іллі Рєпіна, «не дався» він і віртуозу Цорну.
Врубелевський Мамонтов став найправдивішим зображенням талановитої людини з нехудожнього світу.